# Santa Rosa de Viterbo (Kolumbia)
Santa Rosa de Viterbo – miasto w Kolumbii, w departamencie Boyacá.